# Messiah
Messiah va ser un duo anglès de música tecno i acid house format a Londres el 1988 per Mark Davies i Ali Ghani. Conegut pel gran ús del mostratge de pel·lícules, veus femenines melòdiques i línies de sintetitzadors, el grup va publicar dos àlbums de llarga durada i diversos senzills durant la dècada del 1990, dels quals dos van arribar al top 20 de la UK Singles Chart.
Messiah va publicar la seva versió de «I feel love» el 1992, amb la cantant Precious Wilson a la veu. Aquesta versió va ser un èxit del top 20, arribant al número 19 de la llista de senzills del Regne Unit. Als Estats Units d'Amèrica va ser publicada com a senzill el 1994 i va arribar al número 15 de la llista Billboard Dance Club Songs a principis de 1995, passant un total de 10 setmanes a la llista.

## Discografia

### Àlbums
- 21st Century Jesus (1993, Warner Music)
- Messiah Presents Progenitor (1997, Thirsty Ear)

### Senzills
| Any  | Senzill                            | Discogràfica | Posicions màximes | Posicions màximes | Posicions màximes | Posicions màximes |
| Any  | Senzill                            | Discogràfica | UK                | AUS               | US Dance          |                   |
| ---- | ---------------------------------- | ------------ | ----------------- | ----------------- | ----------------- | ----------------- |
| 1991 | "20,000 Hardcore Members"          | Kickin       | —                 | —                 | —                 |                   |
| 1991 | "Prince of Darkness" / "I Am Evil" | Deja Vu      | —                 | —                 | —                 |                   |
| 1992 | "Temple of Dreams"                 | Kickin       | 20                | —                 | 10                |                   |
| 1992 | "There Is No Law"                  | Kickin       | —                 | —                 | —                 |                   |
| 1992 | "I feel love"                      | Kickin       | 19                | 66                | 15                |                   |
| 1993 | "Thunderdome"                      | WEA          | 29                | —                 | —                 |                   |
| 1996 | "Sway"                             | Some Bizzare | —                 | —                 | —                 |                   |
| 1997 | "Let Tyrants Tremble"              | Some Bizzare | —                 | —                 | —                 |                   |
| 1997 | "Meditator"                        | Thirsty Ear  | —                 | —                 | —                 |                   |